# Mouvement Babylone
Mouvement Babylone (arabe : حركة بابليون) est un parti politique irakien catholique chaldéen fondé en 2014, correspondant à l'aile politique de la Brigade de Babylone, une milice  formée dans le cadre des Hachd al-Chaabi par Rayan al-Kildani, un catholique chaldéen ayant des liens étroits avec l'organisation Badr et l'IRGC, qui dirige le parti et la milice.

## Historique

### Création
Le mouvement Babylone a participé aux élections législatives irakiennes en 2014 et 2018 en tant que mouvement prétendant être un représentant de la communauté chrétienne irakienne. Avec quelques milliers de voix, les chrétiens d'Irak ont considéré cette liste comme étrange, avec une apparition soudaine sans histoire antérieure,.
En 2018, le Mouvement Babylone récolte 13 647 voix et remporte 2 sièges.

### Élections de 2021
Lors des élections d'octobre 2021, le mouvement réalise son score historique de 50 378 voix, et obtenant 4 représentants élus sur 5 sièges réservés aux chrétiens d'Irak au sein du parlement irakien.
À l'issue de la crise politique irakienne, le Mouvement Babylone rejoint le coalition gouvernementale du gouvernement al-Soudani en octobre 2022, avec la Ministre de l'Intégration et du Déplacement Evan Faeq Yacoub, une représentante membre du Mouvement et déjà membre du gouvernement al-Kazimi depuis juin 2020.

### Composition
La milice de la Brigade de Babylone est composé d'à peine 1 000 hommes.
Selon un rapport de l'Assyrian Policy Institute (en), le Mouvement Babylone est un groupe marginal ayant peu de liens avec la communauté chrétienne en Irak. Le mouvement est pro-Iran et est un membre de l'Organisation Badr dominée par les Arabes chiites. Sa milice, les Brigades de Babylone (ou Brigade n°50), a été fondée par les Brigades de l'imam Ali sous contrôle iranien. Bien qu'elle soit présentée comme une force catholique chaldéenne, elle est soupçonnée d'être aussi composée de soldats arabes chiites et shabak,.

### Occupation de villes irakiennes
En 2017, après la récupération de Tel Keppe, Salman Esso Habba, un membre de la Brigade de Babylone annonce que les maisons de la ville n'appartient qu'aux chrétiens de la ville, demandant aux musulmans sunnites de la quitter. Il a également déclaré que les maisons et les droits des chrétiens ne pouvaient pas leur être retirés.
En 2022, cinq ans après la libération de la ville, la population locale n'est toujours pas revenue en raison de la présence continue et la détention de celle-ci par la Brigade de Babylone,, et la majorité des habitants ayant fui vers les grandes villes de l'Irak.
La Brigade de Babylone a une présence dans les villes de Bachiqa et Batnaya (en).

## Relations avec l'Église catholique chaldéenne
L'Église catholique chaldéenne a publié en mars 2016 une déclaration confirmant qu'elle n'a rien à voir avec les Brigades de Babylone, ni son chef, Rayan Al-Kaldani, ni ne les représente, et que ses représentants politiques sont uniquement l'ensemble des membres élus du Parlement irakien. Cela a été nié par des dirigeants chrétiens locaux et nationaux, les représentants déclarant que les Brigades de Babylone et leur chef ne représentent pas les chrétiens, et les bataillons dirigés par lui le représentent personnellement, évoquant un dirigeant loin du christianisme, même contre lui, et ne le représentant pas.
Pour certains chrétiens, les photos du dirigeant al-Kildani recevant l'Eucharistie ou priant dans une église sont analysées comme des tentatives malhonnêtes de mettre en évidence son héritage chrétien et donc sa légitimité en tant que leader chrétien.

## Sanctions américaines
Le 18 juillet 2019, le département du Trésor des États-Unis a sanctionné le chef de la milice des Brigades de Babylone, Rayan Al-Kaldani, pour avoir commis de graves violations des droits humains,.

## Résultats électoraux
| Année | Voix   | %    | Rang | Élus    | +/- |
| ----- | ------ | ---- | ---- | ------- | --- |
| 2018  | 13 647 | 0,13 | 31e  | 2 / 329 | Nv  |
| 2021  | 50 378 | 0,57 | 19e  | 4 / 329 | 2   |